# بانيدجا (أسطورة)
بانیدجا (بالإنجليزية: Banaidja) في الأساطير الاسترالية، هو الجد الأول للبشر، علمهم ما هي المحرمات والطقوس والشعائر المقدسة، ولكن قتله أولئك الذين استهانوا بعطاياه.